# Taeniura meyeni
Taeniura meyeni  (лат.) (по некоторым источникам — Taeniurops meyeni) —  вид рода тэниур из семейства хвостоко́ловых отряда хвостоколообразных надотряда скатов. Обитает в тропических водах Индо-Тихоокеанской области. Обычно встречается от зоны прибоя до глубины 60 м. Населяет прибрежные воды лагун и эстуариев вблизи коралловых рифов. Максимальная зарегистрированная ширина диска 1,8 м. Грудные плавники этих скатов срастаются с головой, образуя овальный диск. Кожа гладкая. Хвост довольно короткий. На хвосте присутствует 1 или 2 шипа, позади которых расположен вентральный кожный киль. По коричневатой дорсальной поверхности диска разбросаны тёмные неправильной формы пятна. Хвост чёрный.
Эти скаты ведут ночной образ жизни. Держатся как поодиночке, так и группами. Подобно прочим хвостоколообразным Taeniura meyeni размножаются яйцеживорождением. Эмбрионы развиваются в утробе матери, питаясь желтком и гистотрофом. В помёте до 7 новорождённых. Рацион этих скатов состоит из донных беспозвоночных и  мелких костистых рыб. Они неагрессивны, но из-за ядовитого шипа считаются потенциально опасными для человека. Являются объектом целевого и кустарного промысла. Представляют интерес для экотуризма. В качестве прилова попадаются по всему ареалу. Страдают от ухудшения условий среды обитания.

## Таксономия и филогенез

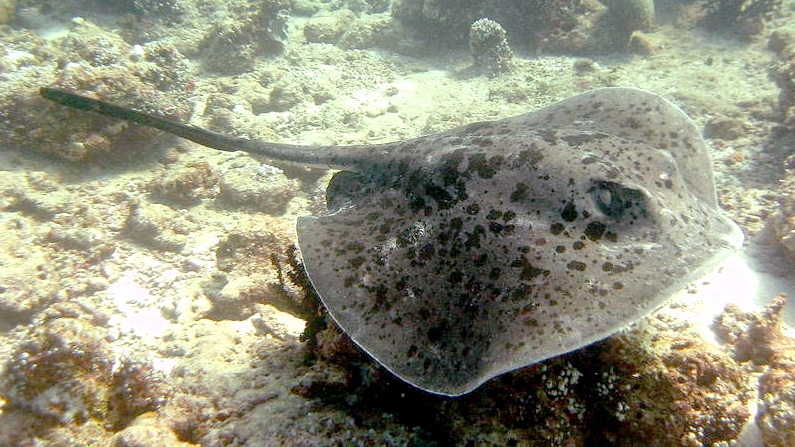
Эти скаты встречаются у коралловых рифов

Впервые Taeniura meyeni был научно описан немецкими биологами Иоганном Петером Мюллером и Фридрихом Якобом Генле на основании двух особей, пойманных в водах Маврикия и назначенных синтипами. Однако вид более известен как Taeniura melanospila, младший синоним, описанный в 1853 году датским ихтиологом Питером Блекером. Вид назван в честь прусского натуралиста Франца Мейена.
Некоторые учёные относят этот вид к семейству речных хвостоколов. Предварительные морфологические исследования дали основание полагать, что Taeniura meyeni более близкородственен хвостоколам рода Dasyatis и индо-тихоокеанским гимантурам, чем принадлежащим к одному с ними роду Taeniura lymma, которые ближе американским Himantura pacifica и шагреневым хвостоколам, а также скатам, принадлежащим к семейству речных хвостоколов.
Молекулярные исследования филогенеза  хвостоколовых, опубликованные в 2013 году подтверждают гипотезу о выделении самостоятельного рода Taeniurops, (включающего таким образом виды Taeniurops meyeni и Taeniurops grabata) более близкого к хвостоколам, чем к тэниурам из состава Taeniura.

## Ареал и места обитания
Taeniura meyeni широко распространены в тропических прибрежных водах Индо-Тихоокеанской области. В Индийском океане они обитают от Квазулу-Натал, ЮАР, далее на север вдоль восточного побережья Африки до Красного моря, от которого их ареал простирается вдоль Индостана до Юго-Восточной Азии, включая воды, омывающие Мадагаскар и Маскаренские острова. Они попадаются у берегов Кореи, Японии и Австралии (от рифа Нингалу, Западная Австралия, до Стрэдброук Айленд, Квинсленд, включая остров Лорд-Хау). В восточной части Тихого океана эти скаты встречаются у Кокосовых и Галапагосских островов, есть единичные данные об их присутствии у берегов Центральной Америки. Будучи донными рыбами Taeniura meyeni держатся у берега на глубине от 20 до 60 м, хотя иногда попадаются в зоне прибоя и на глубине до 439 м, (по некоторым данным, до 500 м). Предпочитают песчаное или галечное дно вблизи коралловых и скалистых рифов, заплывают в эстуарии рек.

## Описание
Грудные плавники этих скатов срастаются с головой, образуя толстый овальный диск, ширина которого превосходит длину. Передний край широко закруглён, рыло притуплённое. Позади среднего размера глаз расположены крупные брызгальца. На вентральной поверхности диска имеются 5 пар жаберных щелей, рот и овальные ноздри. Между ноздрями пролегает узкий лоскут кожи со слегка бахромчатым нижним краем. По углам рта, изогнутого в виде широкой дуги, расположены малозаметные борозды. На дне ротовой полости имеются 7 отростков, крайние два меньше и отстоят от прочих. Во рту 37—46 верхних и 39—45 нижних зубных ряда. Зубы выстроены в шахматном порядке, образуя плоскую поверхность.
Брюшные плавники маленькие и узкие. Длина короткого хвоста не превосходит длину диска. На дорсальной поверхности хвоста расположен один или редко два зазубренных шипа, соединённых протоками с ядовитой железой. Позади шипа хвост быстро сужается, здесь находится вентральная кожная складка, которая доходит до кончика хвоста. 

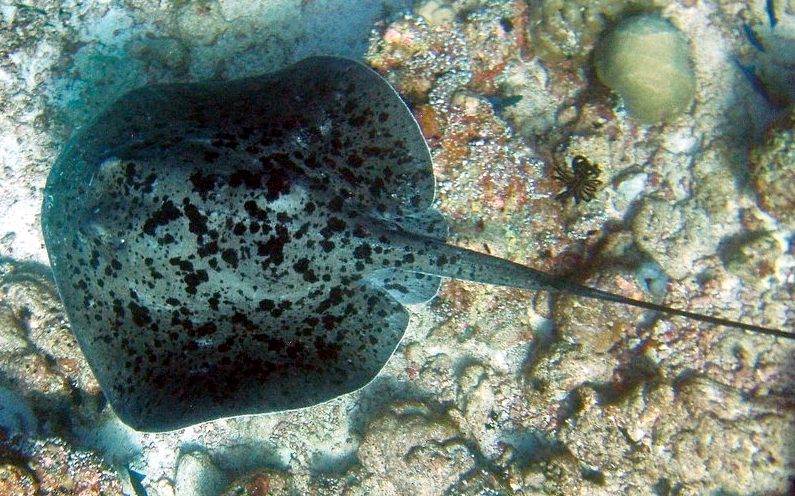
У Taeniura meyeni толстый и пёстро окрашенный диск

Кожа дорсальной поверхности равномерно, но неплотно покрыта мелкими гранулами. Вдоль позвоночника пролегает 3 ряда острых бляшек, внешние ряды короче центрального. Окраска светло- или тёмно-серого цвета, иногда с багровым оттенком, который становится более интенсивным по краям диска. Кожа испещрена многочисленными тёмными и белыми пятнами и крапинками неправильной формы. Позади шипа хвост, включая вентральную кожную складку, окрашен в чёрный цвет. Вентральная поверхность диска белая или кремовая с пятнышками, края тёмные. У молодых скатов окраска менее пёстрая по сравнению со взрослыми. Это один из самых крупных хвостоколов, максимальная зарегистрированная ширина диска достигает 1,8 м, длина тела 3,3 м, а масса 150 кг.

## Биология
Taeniura meyeni ведут ночной образ жизни. Обычно днём они неподвижно лежат на дне в пещерах, под коралловыми рифами и в прочих укрытиях. Эти скаты держатся как поодиночке, так и группами. В поисках моллюсков, полихет, креветок, крабов и мелких донных рыб они принимают характерную позу: скаты плотно прижимают края диска ко дну и с помощью брызгалец через рот нагнетают под диск воду, «вымывая» зарывшуюся добычу из песка. За Taeniura meyeni часто следуют другие рыбы, например, кобии и ставриды, подбирая за ними то, что те упустили, или подкрадываясь под прикрытием ската к собственной жертве. На Taeniura meyeni охотятся крупные рыбы, например, акулы, и морские млекопитающие. В случае опасности эти скаты приподнимают хвост над диском, выставляя шип, и совершают им волнообразные движения взад-вперёд. На Taeniura meyeni паразитируют моногенеи  Dasybatotrema spinosum, Dendromonocotyle pipinna, Neoentobdella garneri и  N. taiwanensis и  нематода Echinocephalus overstreeti.
О биологии этих скатов известно немного. Подобно прочим хвостоколообразным они относятся к яйцеживородящим рыбам. Эмбрионы развиваются в утробе матери, питаясь желтком и гистотрофом. У Кокосовых островов вскоре после прихода Ла-Нинья, который вызывает похолодание, наблюдаются массовые скопления Taeniura meyeni. В этот период одну самку могут преследовать несколько десятков самцов. В помёте до 7 новорождённых с диском шириной 33—35 см, длиной около 67 см. У берегов Южной Африки роды происходят летом. Самцы достигают половой зрелости при ширине диска 1—1,1 м, данные касательно самок отсутствуют.

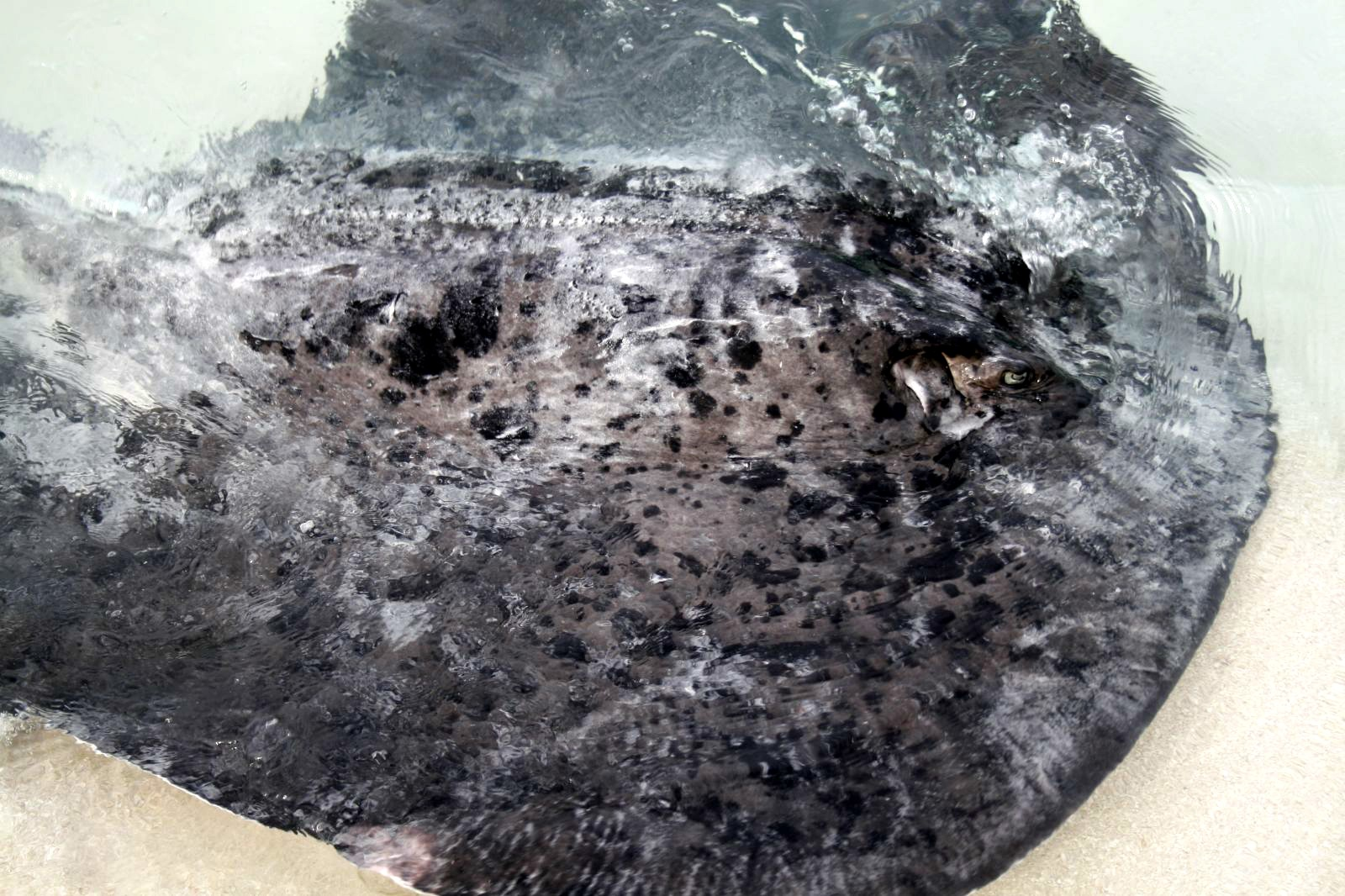
На Мальдивских островах эти скаты являются объектом экотуризма

## Взаимодействие с человеком
Taeniura meyeni  не проявляют агрессии, известны случаи, когда они приближались из любопытства к аквалангистам. Однако если их потревожить, они способны нанести ядовитым шипом опасную рану.  Зафиксирован как минимум один летальный случай, когда скат пронзил дайвера, пытавшегося прокатиться на нём верхом. Впечатляющая внешность и размер делают Taeniura meyeni привлекательными для экотуризма. Их пытаются содержать в публичных аквариумах, хотя они плохо уживаются в неволе и максимальный срок не превышает 81 дня.
Эти скаты являются объектом коммерческого и кустарного промысла, кроме этого они попадаются в качестве прилова в ярусы и тралы. Вид страдает от ухудшения условий среды обитания и браконьерства. В странах Юго-Восточной Азии мясо используют в пищу. Эти скаты ценятся у рыболовов-любителей, в ЮАР существует лимит на ежедневный вылов, который не должен превышать одной особи на рыбака, кроме того, действует запрет на подводную охоту. На Мальдивских островах, учитывая привлекательность экотуризма, по инициативе правительства были созданы морские заповедники и введён мораторий на экспорт изделий из кожи скатов. Международный союз охраны природы присвоил этому виду статус сохранности «Уязвимый».